# Ozieri
Ozieri (sardinsky: Otièri) je italská obec (comune) v provincii Sassari v regionu Sardinie. Nachází se ve výšce 390 metrů nad mořem a má přibližně 9 800 obyvatel. Rozloha obce je 252,13 km².